# Coworkation

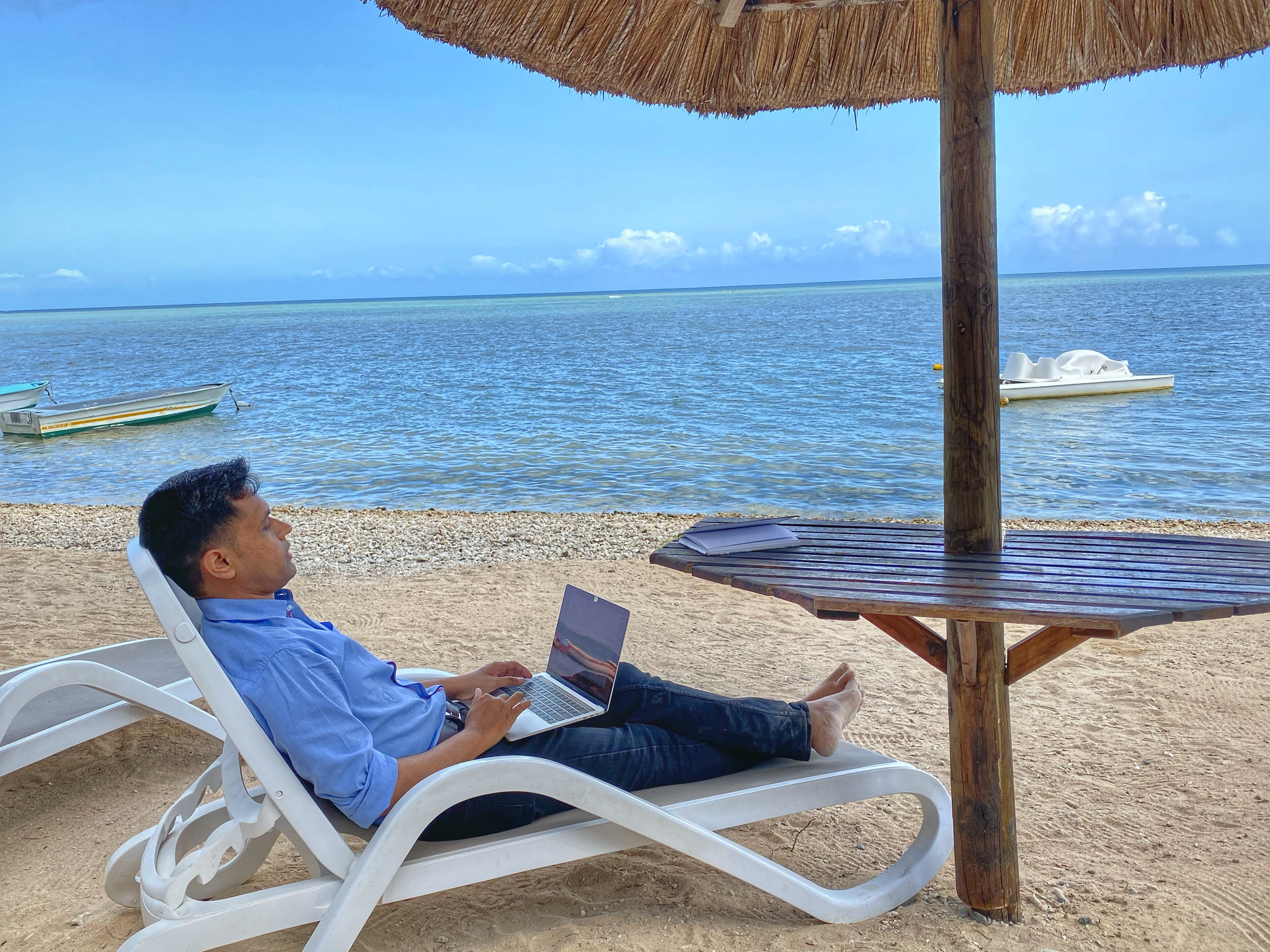
Coworkation: Arbeiten, wo andere Ferien machen

Coworkation bzw. Workation ist ein Portmanteauwort aus co (englisch: zusammen), work (englisch: Arbeit) und -ation (Bestandteil des englischen Begriffs vacation: Urlaub). Der Neologismus bezeichnet die Verbindung von Arbeit und Urlaub an einem touristisch attraktiven Ort für einige Tage oder Wochen, entweder alleine oder zusammen mit Kollegen.

## Begriff und Verbreitung
Der Neologismus Coworkation ist ein Portmanteauwort aus co (englisch: zusammen), work (englisch: Arbeit) und -ation (Bestandteil des englischen Begriffs vacation: Urlaub).
An einem Coworkation-Ort kommt man entweder mit Kollegen aus dem eigenen Unternehmen zusammen oder man arbeitet dort alleine, es sind aber Coworkationists aus anderen Firmen zugegen. Arbeit und Erholung in der Natur lassen sich so für eine begrenzte Zeit miteinander verbinden.
Somit sind Vernetzung, Inspiration und Austausch neben einem angenehmen Arbeiten fernab von Büro und Home-Office wesentliche Motive für die Wahl.
Den Begriff prägte Samantha Wolf für die Verbindung von reizvollen Standorten und Arbeit. In ihrer Masterarbeit am Institut für Systematisches Management der Universität St. Gallen untersuchte sie diese Arbeitsform unter touristischem Blickwinkel. Sie stellte das Konzept auf der Cowork2016, der Konferenz des Deutschen Coworking Verbandes, vor.
Die ersten Coworkation-Orte entstanden in Orten wie Chiang Mai, Ubud oder Medellín, doch inzwischen sind sie auch in Europa verbreitet. In Frankreich ist das Mutinerie Village in Saint-Victor-de-Buthon, Perche, der Pionier.

## Entwicklung
Im März 2022 stellte der Verein Coworking Alps eine Studie vor, die in Zusammenarbeit mit dem Europäischen Tourismus Institut (ETI) der Universität Trier und der Tourismusmarketingagentur St. Elmo’s erstellt worden war. In Norditalien war der Begriff nach einer Studie vom März 2022 bekannter als in Österreich, der Schweiz und Süddeutschland. Möglicherweise hat dies damit zu tun, dass der Corona-Lockdown in Italien viel strenger als anderswo war und der Wunsch nach einer Verbindung von Arbeit und Natur sehr stark wurde. Die Prozentzahl der Arbeitenden, die bereits Erfahrung mit Coworkation hat, unterschied sich in der Studie zwar von Land zu Land, lag aber überall im einstelligen Bereich.

## Formen
Nicht alle Coworkation-Anbieter haben auch Übernachtungen im Programm, manche stellen nur einen Arbeitsplatz in Urlaubsambiente zur Verfügung.
Häufig ziehen sich Kollegen im Rahmen von Coworkation für ein paar Tage oder Wochen an einen gemeinsamen Ort zurück, wenn Projekte persönlichen Austausch benötigen und konzentriert bearbeitet werden müssen. Dabei können die Beteiligten von ihren Familien begleitet werden. Häufig findet Coworkation in der Nebensaison und in der Ruhe ländlicher Umgebung an Orten statt, wo technisch gut ausgestattete und flexible Räumlichkeiten zur Verfügung stehen.
Immer häufiger entstehen Coworkation-Angebote in unmittelbarer Nähe von Ballungsräumen und verbinden somit das Leben in der Stadt mit dem Land.

## Klientel
Wer Coworkation praktiziert, ist typischerweise etwa Mitte 30 Jahre alt und ungebunden. Meist sind diese Menschen technologieaffin, haben eine sehr gute Ausbildung genossen und arbeiten im Dienstleistungsbereich in onlinebasierten Jobs. Snapchat-Gründer Evan Spiegel, Tinder-Mitgründer Sean Rad und Minecraft-Erfinder Markus Persson haben Coworkation bereits genutzt.
Angebote im ländlichen Raum in unmittelbarer Nähe zu Großstädten eröffnen eine Auszeit vom städtischen Alltag und damit einer breiteren Zielgruppe als den klassischen digitalen Nomaden.

## Kritik
Wegen der Zeitverschiebung ergeben sich Probleme für die Teilnahme an Telefonkonferenzen oder die Zusammenarbeit generell, wenn die Zeitzonen zwischen Coworkation-Ort und Standort des Arbeitgebers sich zu sehr unterscheiden. Kritisch wird gesehen, dass die Abgrenzung zwischen Arbeit und Freizeit schwierig werden könnte. Auch fehlen rechtliche Grundlagen für die neue Arbeitsform Coworkation.

## Ökonomische Betrachtung
Coworkation ist zu einem neuen Tourismustrend geworden, der in die Kategorie Mehrzweckurlaub fällt. Experten sehen darin eine Chance für Urlaubsorte, unabhängig von der Saison neue Kundengruppen zu gewinnen. Der Unterschied zu herkömmlichen Geschäftsreisen ist, dass die Gäste ihre Zeit nicht in mäßig ausgestatteten Vertreter-Hotels, sondern in ferientauglichen Hotels verbringen.